# Majstorska cesta
Majstorska cesta (Državna cesta D547) je državna cesta u Hrvatskoj i bila je prva suvremena cestovna spojnica južne i sjeverne Hrvatske. Svečano je otvorena 4. listopada 1832. godine. Majstorska cesta transvelebitska je prometnica koja je povezivala Sveti Rok u Lici preko Malog Alana s Obrovcem u Dalmaciji. Po tada novoj velebitskoj transverzali, osim trgovačkog odvijao se i poštanski promet između Beča i Zadra.

## Povijest

### Gradnja ceste
Građena je u vrlo teškim uvjetima. Govorilo se da je građena probijanjem živih stijena. Ukupne je dužine 41 kilometar. Ime je dobila zbog načina gradnje koji je za ondašnje uvjete bio napredan i vrlo težak. Ime ceste vuče podrijetlo od njemačke riječi "meisterstück" koja znači remek-djelo. Maksimalni nagib ove ceste u vremenu izgradnje bio je do 5,5 posto, što je toliko bilo napredno za ono doba a što se vidi po tome što je taj nagib sukladan i sa suvremenim propisima za gradnju prometnica.
U Habsburškoj je Monarhiji bio iznimno dugo putovanje između Beča i Zadra te općenito iz netom od Mletaka i Napoleona pripojenih južnih hrvatskih krajeva - Dalmacije. Trgovački i poštanski je promet bio otežan. Za olakšavanje, bečki je dvor 1819. godine odlučio izgraditi prekovelebitsku prometnicu od sela Svetog Roka, preko prijevoja Malog Alana  (1.045 m n/v) do magistralne ceste za Obrovac. Poslu se prionulo 1825. i do 1827. godine, 24 km duga dionica gradila se od Obrovca preko Podpraga, Praga i Kraljičinih vrata do Malog Alana, ondašnjem završetku dalmatinske granice. Druga faza gradnje bila je lička dionica duga 17 km od Malog Alana do Sv. Roka. Ondje se Majstorska cesta spajala s već postojećom trasom Dalmatinske ceste. Cesta je dovršena i svečano otvorena 1832. godine.
Trasa ceste vrhunski je izvedena po vrlo teškim mjestima. Graditelj ceste Josip Kajetan Knežić trasu je sproveo po strmoj velebitskoj padini s brojnim serpentinama između klisura i kukova, što je za ondašnje prilike bio veliki napredak u cestogradnji. Nepovoljni uvjeti pridonijeli su vrlo visokim troškovima izgradnje ceste. Prema legendi radnici su se projektantu Knežiću žalili na nemoguće uvjete probijanja, na šta im je po legendi odgovorio ponudnim pitanjem može li mjera zlata za istu težinu kamena. Zbog tako visokog troška gradnje pao je u nemilost bečkog dvora.
Austrijski car Franjo II. u spomen novoizgrađene ceste sagradio je 1832. godine crkvu sv. Frane u Podpragu. Na obje strane, onoj koja gleda prema planini i onoj koja je okrenuta prema moru, ima jednake trijemove. Stoji na obroncima Velebita, nasred proplanka podno Tulovih greda - predio poznat kao Podprag. Podprag je kamena zavojita visoravan. Crkvica je bila posvećena 1839. godine i opskrbljena vrijednim svijećnjacima i drugim priborom za sveto bogoslužje. Najljepši ukras bila je oltarna slika sv. Franje koju je izradio mladi zadarski slikar Franjo Salghetti Drioli (1811. – 1877.), a danas se nalazi u Galeriji umjetnina u Splitu. U nedavnom ratu je devastirana. U blizini crkve bio je podignut gostinjac (hospicij) male braće koji su pružali usluge putnicima, hodočasnicima i namjernicima, a također i pastoralnu pomoć župama podno Velebita.

### Cesta danas
Danas je cesta preko Tulovih greda jedinstvena panoramska cesta, najljepša planinska cesta s koje se istovremeno otvaraju prekrasni vidici na spektakularne oblike stijena Tula, koje izazivaju strahopoštovanje, kao i na zadarsko zaleđe i more. Predio Praga poznat je po snažnoj buri, na momente orkanske snage.
Putem iz Svetog Roka cesta se penje konstantno uzbrdo i većinom prolazi kroz šumske predjele te se izlaskom na prijevoj Mali Alan krajolik mijenja i iznenada prelazi u krški s mnoštvom kamenja i bez puno zelenila. Tada cesta ima lagani pad do Tulovih greda i još dalje prema Obrovcu. Na cijelom potezu ceste od Malog Alana do Tulovih greda nalaze se spomen obilježja poginulim hrvatskim braniteljima iz Domovinskog rata, a ispod Tulovih greda nalazi se i kapelica u spomen na Damira Tomljanovića Gavrana.
Majstorska cesta pod zaštitom je Ministarstva kulture od kraja 2007. kao povijesna cesta i kulturno dobro, čime je spriječen pokušaj njezinog asfaltiranja, a općine Jasenice i Lovinac, pod čijim se teritorijem nalazi, pokrenule su i postupak obnove i stabiliziranja, da ju zaštite od vododerina, ali i sve većeg prometa.